# Regiment d'Infanteria «Barcelona» núm. 63
El Regiment d'Infanteria «Barcelona» núm. 63 pertany a la Brigada «Aragó» I, amb seu a Saragossa; al seu cop, aquesta brigada pertany a la Divisió «Castillejos», ubicada a Osca, una de les dues divisions de la Força Terrestre de l'Exèrcit de Terra. El Regiment està format per la Plana Major de Comandament del Regiment i pel Batalló d'Infanteria Motoritzada «Catalunya» I/63.
El seu origen es remunta al Batalló de Voluntaris de Barcelona núm. 43, conegut amb el nom d'«El Brillant», que va ser creat el 29 d'abril de 1793. Aquest batalló va intervenir en diversos conflictes armats a Àfrica, Portugal i Cuba, entre d'altres. El batalló va tenir diversos canvis de denominació i destí, fins i tot va ser dissolt i recreat diverses vegades. Finalment, amb la denominació Regiment Mixt d'Infanteria «Barcelona» núm. 63, va ser dissolt el 2002 i reconvertit en el Regiment d'Infanteria «Arapiles» núm. 62, situat a Sant Climent Sescebes. Finalment, el 2019 es va ordenar de nou la creació del Regiment d'Infanteria «Barcelona» núm. 63, situat de nou a Barcelona, que es va fer efectiu l'1 de gener de 2020.
Des de la seva creació, el regiment va participar en les missions derivades de la pandèmia de COVID-19, englobat en les operacions «Balmis» i «Missió Baluard». El 2020 es va integrar en l'Operació Libre Hidalgo XXXIV de missió de pau al Líban, com a Grup Tàctic Lleuger Protegit «Catalunya».